# Bluejacket
Bluejacket é uma cidade  localizada no estado norte-americano de Oklahoma, no Condado de Craig.

## Demografia
Segundo o censo norte-americano de 2000, a sua população era de 274 habitantes. 
Em 2006, foi estimada uma população de 285, um aumento de 11 (4.0%).

## Geografia
De acordo com o United States Census Bureau tem uma área de 
1,0 km², dos quais 1,0 km² cobertos por terra e 0,0 km² cobertos por água.

## Localidades na vizinhança
O diagrama seguinte representa as localidades num raio de 20 km ao redor de Bluejacket. 